# The Little Minister
The Little Minister er en britisk stumfilm fra 1915 af Percy Nash.

## Medvirkende
- Joan Ritz som Babbie
- Gregory Scott som Gavin Dishart
- Henry Vibart som Rob Dow
- Fay Davis som Margaret Dishart
- May Whitty som Nanny Webster.